# Fenestraja plutonia
Fenestraja plutonia är en rockeart som först beskrevs av Garman 1881.  Fenestraja plutonia ingår i släktet Fenestraja och familjen egentliga rockor. IUCN kategoriserar arten globalt som otillräckligt studerad. Inga underarter finns listade i Catalogue of Life.